# ルガンスクの首相
ルガンスクの閣僚評議会議長（ルガンスクのかくりょうひょうぎかいぎちょう、ロシア語: Председатель Совета министров Луганской Народной Республики）は、ロシア連邦内ルガンスク人民共和国における政府の長で、首相に相当する。元来はウクライナ東部ルハーンシク州の一部を占拠した親ロシア派勢力が独立を自称したルガンスク人民共和国における政府の長であった。

## 概要
2019年に改正されたルガンスク人民共和国の憲法では、閣僚評議会議長（以下、首相）はルガンスク人民共和国における政府の長であり、憲法や法律に基づいて政府方針を決定し、その活動を組織する（第74条）。
首相は人民評議会（以下、議会）の同意を得た上で首長が任命する。首相は任命後10日以内に閣僚名簿とその副候補者を首長に提案しなければならない。首相は閣僚評議会副議長（副首相）や閣僚、行政機関トップの任命・解任を首長に提案する（第76条）。
首長の任期が早く終了したり、職務を遂行できなくなった際には首相が一時的に職務を代行するが、その場合でも首長が持つ議会解散権や憲法改正を提案する権利はない（第62条）。
首相は議会に信任決議案を提出することができるが、否決され不信任となった場合は首長が内閣総辞職か解散総選挙を選択する。首相が辞任する場合、新たな首相が就任するまでは職務を継続する（第77条）。
（出典）Конституция Луганской Народной Республики（ルガンスク人民共和国憲法）

## 首相の一覧
| 代                                           | 肖像                                                            | 首相                                                   | 就任日                             | 退任日                             | 所属政党                           | 首長                                          |
| ルガンスク人民共和国閣僚評議会議長           | ルガンスク人民共和国閣僚評議会議長                              | ルガンスク人民共和国閣僚評議会議長                     | ルガンスク人民共和国閣僚評議会議長 | ルガンスク人民共和国閣僚評議会議長 | ルガンスク人民共和国閣僚評議会議長 | ルガンスク人民共和国閣僚評議会議長            |
| -------------------------------------------- | --------------------------------------------------------------- | ------------------------------------------------------ | ---------------------------------- | ---------------------------------- | ---------------------------------- | --------------------------------------------- |
| 1                                            | ヴァシーリー・ニキーチン（英語版）Васи́лий Алекса́ндрович Ники́тин | ヴァシーリー・ニキーチン Васи́лий Алекса́ндрович Ники́тин | 2014年5月18日                      | 2014年7月4日                       | n-p                                | ヴァレリー・ボロトフ                          |
| 代行                                         | マラト・バシロフ（ロシア語版）Мара́т Фаа́тович Баши́ров            | マラト・バシロフ Мара́т Фаа́тович Баши́ров                | 2014年7月4日                       | 2014年8月20日                      | n-p                                | ヴァレリー・ボロトフ                          |
| 代行                                         | イゴール・プロトニツキ（英語版）И́горь Венеди́ктович Плотни́цкий   | イゴール・プロトニツキ И́горь Венеди́ктович Плотни́цкий   | 2014年8月20日                      | 2014年8月26日                      | n-p                                | イゴール・プロトニツキ                        |
| 2                                            | ゲンナジー・ツプカロフ（英語版）Генна́дий Никола́евич Цыпка́лов    | ゲンナジー・ツプカロフ Генна́дий Никола́евич Цыпка́лов    | 2014年8月26日                      | 2015年12月26日                     | ML                                 | イゴール・プロトニツキ                        |
| 3                                            | セルゲイ・コズロフСергей Иванович Козлов                        | セルゲイ・コズロフ Сергей Иванович Козлов              | 2015年12月26日                     | 2022年10月5日                      | Mil                                | イゴール・プロトニツキ レオニード・パセチニク |
| ロシア連邦ルガンスク人民共和国閣僚評議会議長 |                                                                 |                                                        |                                    |                                    |                                    |                                               |
| 3                                            | セルゲイ・コズロフСергей Иванович Козлов                        | セルゲイ・コズロフ Сергей Иванович Козлов              | 2022年10月5日                      | （現職）                           | Mil                                | レオニード・パセチニク                        |

### 所属政党
- ML：ルハーンシク地方の平和のため（英語版）
- PSP：ウクライナ進歩社会主義党（英語版）
- Mil：軍
- n-p：無所属